# Bien joué Matt Helm
Pour plus de détails, voir Fiche technique et Distribution.
Pour les articles homonymes, voir Matt Helm et Helm (homonymie).
Bien joué Matt Helm (titre original : Murderers' Row) est un film américain réalisé par Henry Levin sorti en 1966.

## Fiche technique
- Titre : Bien joué Matt Helm
- Titre original : Murderers' Row
- Réalisation : Henry Levin
- Scénario : Herbert Baker, Donald Hamilton
- Musique : Lalo Schifrin
- Costumes : Moss Mabry
- Producteur : Irving Allen, Euan Lloyd
- Société de production : Columbia Pictures Corporation, Meadway-Claude Productions Company
- Société de distribution : Columbia Pictures Corporation
- Pays d'origine :  États-Unis
- Langue : anglais américain
- Couleur : Technicolor
- Genre : Comédie dramatique, Film d'espionnage, Film de science-fiction, Thriller
- Durée : 105 minutes
- Dates de sortie : 
  -  États-Unis : 20 décembre 1966
  -  France : 31 mai 1967

## Distribution
- Dean Martin (VF : Jean-Claude Pascal) : Matt Helm
- Ann-Margret (VF : Éliane Giovanelli) : Suzie
- Karl Malden (VF : Claude Dasset) : Julian Wall
- Camilla Sparv (VF : Nadine Alari) : Coco Duquette
- James Gregory (VF : Roger Tréville) : MacDonald
- Beverly Adams (VF : Katy Vail) : Lovey Kravezit
- Richard Eastham (VF : Serge Lhorca) : Dr Norman Solaris
- Tom Reese (VF : Nicolas Youmatoff) : Ironhead
- Duke Howard (VF : Jacques Mancier) : Billy Orcutt
- Ted Hartley : Garde
- Marcel Hillaire (VF : Jacques Blot) : Capitaine de police Deveraux
- Corinne Cole : Miss January
- Robert Terry (VF : Louis Arbessier) : Dr Rogas

## Autour du film
- Columbia  voulait tourner le film  en décors naturels à Cannes mais Dean Martin les obligea à construire ce que le Daily News appellera plus tard "de faux décors de la Riviera"[1].